# 79
79 (LXXIX) je bilo navadno leto, ki se je po julijanskem koledarju začelo na petek.

## Dogodki
- 24. avgust (ali kasneje) - izbruh Vezuva uniči Pompeje in Herkukanej

## Smrti
- 24. avgust - Plinij starejši, rimski pisec, učenjak, častnik (* 23)